# Episodi di American Crime (seconda stagione)
La seconda stagione della serie televisiva American Crime è stata trasmessa in prima visione assoluta negli Stati Uniti dal 6 gennaio al 9 marzo 2016 su ABC.
In lingua italiana la stagione è stata resa disponibile sulla piattaforma pay TIMvision dal 7 aprile 2016. La trasmissione televisiva è invece inedita.
| nº | Titolo originale | Titolo italiano | Prima TV Stati Uniti | Pubblicazione Italia |
| -- | ---------------- | --------------- | -------------------- | -------------------- |
| 1  | Episode 1        | Episodio 1      | 6 gennaio 2016       | 7 aprile 2016        |
| 2  | Episode 2        | Episodio 2      | 13 gennaio 2016      | 7 aprile 2016        |
| 3  | Episode 3        | Episodio 3      | 20 gennaio 2016      | 7 aprile 2016        |
| 4  | Episode 4        | Episodio 4      | 27 gennaio 2016      | 7 aprile 2016        |
| 5  | Episode 5        | Episodio 5      | 3 febbraio 2016      | 7 aprile 2016        |
| 6  | Episode 6        | Episodio 6      | 10 febbraio 2016     | 7 aprile 2016        |
| 7  | Episode 7        | Episodio 7      | 17 febbraio 2016     | 7 aprile 2016        |
| 8  | Episode 8        | Episodio 8      | 24 febbraio 2016     | 7 aprile 2016        |
| 9  | Episode 9        | Episodio 9      | 2 marzo 2016         | 7 aprile 2016        |
| 10 | Episode 10       | Episodio 10     | 9 marzo 2016         | 7 aprile 2016        |

## Episodio 1
- Titolo originale: Episode 1
- Diretto da: John Ridley
- Scritto da: John Ridley

### Trama
Le foto scioccanti di uno studente di una scuola superiore privata d'élite vengono pubblicate sui social media; la direttrice della scuola cerca di mantenere la reputazione della scuola.

## Episodio 2
- Titolo originale: Episode 2
- Diretto da: Clement Virgo
- Scritto da: Ernie Pandish

### Trama
Anne fatica a convincere le autorità ad aiutare suo figlio vittima di stalking. Terri ha un intervento con Kevin; la verità è stata rivelata su Eric.

## Episodio 3
- Titolo originale: Episode 3
- Diretto da: Gregg Araki
- Scritto da: Sonay Hoffman

### Trama
Kevin viene identificato come un partecipante agli eventi accaduti alla festa; Anne si sente sulla difensiva e le nuove prove sollevano interrogativi su ciò che è realmente accaduto.

## Episodio 4
- Titolo originale: Episode 4
- Diretto da: Julie Hébert
- Scritto da: Kirk A. Moore

### Trama
Una rivelazione porta i membri della squadra di basket ad affrontare test del DNA invasivi; Eric fa una dolorosa confessione mentre Taylor sta tornando alla normalità.

## Episodio 5
- Titolo originale: Episode 5
- Diretto da: Rachel Morrison
- Scritto da: Davy Perez

### Trama
Taylor difende le sue azioni alla polizia; Anne lotta con una scoperta su suo figlio; un incidente innocuo inizia ad assumere sfumature razziali.

## Episodio 6
- Titolo originale: Episode 6
- Diretto da: Jessica Yu
- Scritto da: Stacy A. Littlejohn

### Trama
Leslie ignora il consiglio dell'avvocato della scuola e dà il benvenuto a Eric a Leyland; Anne cerca di portare la scuola in tribunale, ma un incidente alla Marshall High School incita una protesta studentesca.

## Episodio 7
- Titolo originale: Episode 7
- Diretto da: John Ridley
- Scritto da: John Ridley

### Trama
Taylor continua ad essere emotivamente distrutto mentre cerca di trovare un modo per smettere di sentirsi una vittima; le cartelle cliniche di Anne vengono pubblicate online in modo anonimo nel tentativo di farla vergognare.

## Episodio 8
- Titolo originale: Episode 8
- Diretto da: Kimberly Peirce
- Scritto da: Keith Huff

### Trama
La Leyland High School piange la perdita di uno di loro, mentre Leslie trova il suo lavoro in pericolo all'indomani della tragedia. Curt cerca di presentare alla polizia la denuncia di una persona scomparsa quando sospetta che la sua ex moglie sia scappata con il figlio.

## Episodio 9
- Titolo originale: Episode 9
- Diretto da: James Kent
- Scritto da: Julie Hébert

### Trama
Dopo l'omicidio di uno dei studenti di Leyland, la comunità riesamina le scelte che hanno fatto sulla scia dell'incontro sessuale tra Eric e Taylor. Le informazioni personali trapelate implicano sia Kevin che Becca nella sparatoria e Sebastian prende di mira la scuola di Leyland rilasciando le sue informazioni più sensibili online.

## Episodio 10
- Titolo originale: Episode 10
- Diretto da: Nicole Kassell
- Scritto da: Diana Son

### Trama
Sebastian ha un assaggio della sua stessa medicina ed è sbalordito nello scoprire che qualcuno sta usurpando la sua causa e rilasciando e-mail, messaggi e altri pezzi di informazioni personali su numerose famiglie, dando inizio ad una reazione a catena che potrebbe causare la caduta di tutti coloro coinvolti con gli eventi della presunta violenza sessuale su Taylor.